# 사용자 설정
사용자 설정(user advanced/customizing)은  상업이나 산업에서 역사적으로  생산업체나 수공업자들이 고객의 요구에 맞게 제품을 만들어주는 일종맞춤 제작 서비스을 뜻한다.
컴퓨터등 IT분야에서는 이용자가 사용방법과 기호에 맞춰 하드웨어나 소프트웨어를 설정하거나 기능을 변경하는 것을 가리킨다.
간단한 예로는 본인이 자주 사용하는 기능을 키보드 단축 키로 설정하거나  메뉴 툴 바에 배치하여 이용자가 스스로 사용하기 쉬운 환경을 만드는 것 등을 가리킨다. 
그러나 일반적으로는 애플리케이션, 패키지 등 표준적인 사양으로 제공되는 소프트웨어나 하드웨어 환경을 실제 업무 처리에 맞추어서 수정하는 일을 가리키며 커스터마이징(customizing)이라고도 한다.
때로는 폭넓게 컴퓨터 뿐만 아니라 자동차등 다양한 분야에서 사용자 자신이 스스로 사용하기 쉽고 유지관리하기 편한 개인에 최적화된 환경을 구축하는 행위를 가리키기도 한다.
최근에는 점점 기성품을 생산하는 생산자가  소비자의 자체 제작이 가능한 환경을 구축해주는 DIY나 또는 OEM처럼 사용자가 원하는 사양의 제품을 기성품으로 제공하는 생산자가 생겨나는 경향도 있다.

## 같이 보기
- ODM
- 상용 기성품
- 맞춤형 소량 출판